# David Galvin (wielrenner)
David Galvin (Evanston, Verenigde Staten, 9 november 1981) is een voormalig Amerikaanse wielrenner.
Hij was gedurende 2 jaren professional: In 2007 en 2008 reed hij bij het Amerikaanse team BMC Racing Team. Hij behaalde geen noemenswaardige resultaten.